# Rocky Nyikeine
Rocky Nyikeine (26 maggio 1992) è un calciatore francese, portiere dell'Heinghène Sport e della Nazionale neocaledoniana.

## Carriera

### Club
Comincia a giocare al Gaïtcha. Nel 2017 viene acquistato dall'Hienghène Sport.

### Nazionale
Ha debuttato in Nazionale maggiore il 1º settembre 2011, in Nuova Caledonia-Tuvalu (8-0). Ha partecipato, con la Nazionale, alla Coppa delle nazioni oceaniane 2012.

## Palmarès

### Club
- OFC Champions League: 1

Hienghène Sport: 2019

### Individuale
- Miglior portiere della Coppa delle nazioni oceaniane: 1

2012